# Juan de Silva y Castañeda
Juan de Silva y Castañeda (Cifuentes, c. 1452 - ibíd., 12 de febrero de 1512), tercer conde de Cifuentes, fue un noble y político castellano que ocupó la presidencia del consejo de Castilla.

## Biografía
Hijo de Alonso de Silva, II conde de Cifuentes, y de Isabel de Castañeda. Heredó de su padre el título nobiliario y el cargo de alférez mayor de Castilla. Se casó en 1473 con Catalina de Toledo, hija de Fernando Álvarez de Toledo y Herrera, I conde de Oropesa, y de su segunda esposa Leonor de Zúñiga y Manrique. Tuvieron cinco hijos.
Participó activamente en la Guerra de Granada, en la que fue apresado por los nazaríes durante la batalla de la Axarquía de1487. Permaneció en cautiverio durante tres años. Siendo asistente y capitán general de Sevilla, participó en la toma de Granada junto a los Reyes Católicos en 1492. Fue embajador en Francia. Hacia 1507 pasó a presidir el consejo de Castilla, cargo que ocupó hasta su muerte en 1512. Fue enterrado en la iglesia del convento de san Pedro Mártir, en Toledo.